# 조병영
조병영(한국 한자: 趙炳瑛, 1966년 1월 22일 ~ )은 대한민국의 전 축구 선수 및 지도자이다. 국립경국대학교를 졸업하였다.

## 수상

### 클럽
럭키금성 황소 / LG 치타스 / 안양 LG 치타스 (1988 ~ 1997)
- K리그 우승 ●: 1990